# Melanustilospora
Melanustilospora är ett släkte av svampar. Melanustilospora ingår i familjen Urocystidaceae, ordningen Urocystidiales, klassen Ustilaginomycetes, divisionen basidiesvampar och riket svampar.
|                  | Urocystis                                                                         |
|                  |                                                                                   |
|                  | Flamingomyces                                                                     |
|                  |                                                                                   |
| Melanustilospora | \| \| Melanustilospora arisari \| \| \| \| \| \| Melanustilospora ari \| \| \| \| |
|                  | \| \| Melanustilospora arisari \| \| \| \| \| \| Melanustilospora ari \| \| \| \| |
|                  | Vankya                                                                            |
|                  |                                                                                   |
|                  | Mundkurella                                                                       |
|                  |                                                                                   |
|                  | Ustacystis                                                                        |
|                  |                                                                                   |
|                  | Melanustilospora arisari                                                          |
|                  |                                                                                   |
|                  | Melanustilospora ari                                                              |
|                  |                                                                                   |

|  | Melanustilospora arisari |
|  |                          |
|  | Melanustilospora ari     |
|  |                          |